# Auguste-Jean-Maurice Préaux-Locré
Pour les articles homonymes, voir Locré.
Auguste-Jean-Maurice Préaux Locré (1783-1853) est un officier français qui a participé à la plupart des combats napoléoniens sous le Consulat, l’Empire et les Cent-Jours, puis à la conquête de l’Algérie sous la Restauration.
Par ses écrits, le chevalier Préaux Locré a participé aux débats de son époque sur la conquête d’Afrique et la gestion de l’Algérie post-conquête, en particulier. Il a aussi œuvré par ses articles pour le perfectionnement des armées, en particulier dans l’arme d’artillerie qui était la sienne. Il a également rédigé quelques notices biographiques remarquées. Il était membre de sociétés de réflexion comme la Société Maritime de Paris ou la Société Orientale.
Auguste-Jean-Maurice Préaux naît à Étampes le 23 septembre 1783. Issu d’une vieille famille notable du pays étampois, il est le fils de Maître Maurice Préaux, juré priseur de la ville d’Étampes, receveur honoraire des hospices de cette même ville.

## Carrière militaire
Auguste Préaux rentre au service dans la Marine militaire en 1798, à la fin du Directoire et sort de l’École polytechnique comme officier aspirant de l’arme d’Artillerie en 1799. En 1801, il se trouve au combat de l’Algésiras, qui voit les forces franco-espagnoles vaincre les Anglais. Cette victoire est marquée par la prise du premier vaisseau britannique, l’Annibal, avant que, dans un second temps, les forces franco-espagnoles soient battues.

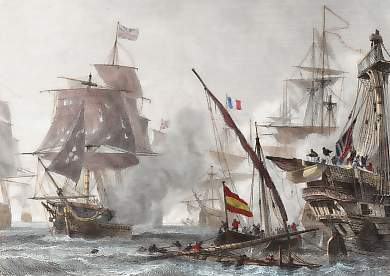
Victoire française d'Algésiras

Préaux va ensuite participer à la campagne de Saint-Domingue en 1802 sur le Syrène avec l’artillerie de marine. En effet, face aux mouvements insurrectionnels sur l’île, le Consul Napoléon Bonaparte charge Leclerc d’y rétablir l’ordre. Il accompagne ensuite le Maréchal Brune nommé ambassadeur à Constantinople.
La même année, avec le Général Sébastiani, il rejoint l'Égypte au sein d'une mission diplomatique visant à sommer le Général britannique Stuart d'évacuer Alexandrie et à prendre contact avec Djezzar Pacha, pacha de St Jean d'Acre.
À l’âge de 23 ans, pour ses états de services au cours de l’expédition de Saint-Domingue, il est nommé enseigne de vaisseau adjudant de l’amiral Jean-Baptiste Raymond de Lacrosse. Présent à la flottille de Boulogne en 1804, Préaux se « distingue par une action d’éclat en allant mouiller au large un brûlot destiné à détruire le bâtiment amiral ».
En 1805, un an après que Napoléon Bonaparte ait instauré le Premier Empire, Préaux embarque sur la frégate La Libre, pour aller dans les Indes. Préaux se trouve au combat contre deux frégates anglaises, La Loire et L’Égyptienne, combats à l’issue desquels il est fait prisonnier de 1806 à 1809 - soit trois ans de captivité. En 1809, Préaux est échangé et rejoint l’escadre de Toulon. Dès l'annonce de son retour, Talleyrand, prince de Bénévent, demande au comte de Lacépède, alors grand chancelier de la légion d'honneur, qu’il lui présente Auguste Préaux.
En 1811, Préaux est nommé lieutenant en premier des marins de la Garde impériale, au choix, par l’Empereur lui-même, puis est promu au grade de lieutenant de vaisseau la même année.
Préaux prend part à la Campagne de Russie en 1812. Au cours du Passage du Niémen, Préaux est chargé de réaliser la construction d’un des trois ponts du Niémen (Grodno, Pilony et Tilsitt) par lesquelles la Grande Armée napoléonienne va passer le fleuve. Il est ensuite chargé de la navigation de la Wilia et de la Lowina, dont l’importance était stratégique pour l’approvisionnement de la Grande Armée.

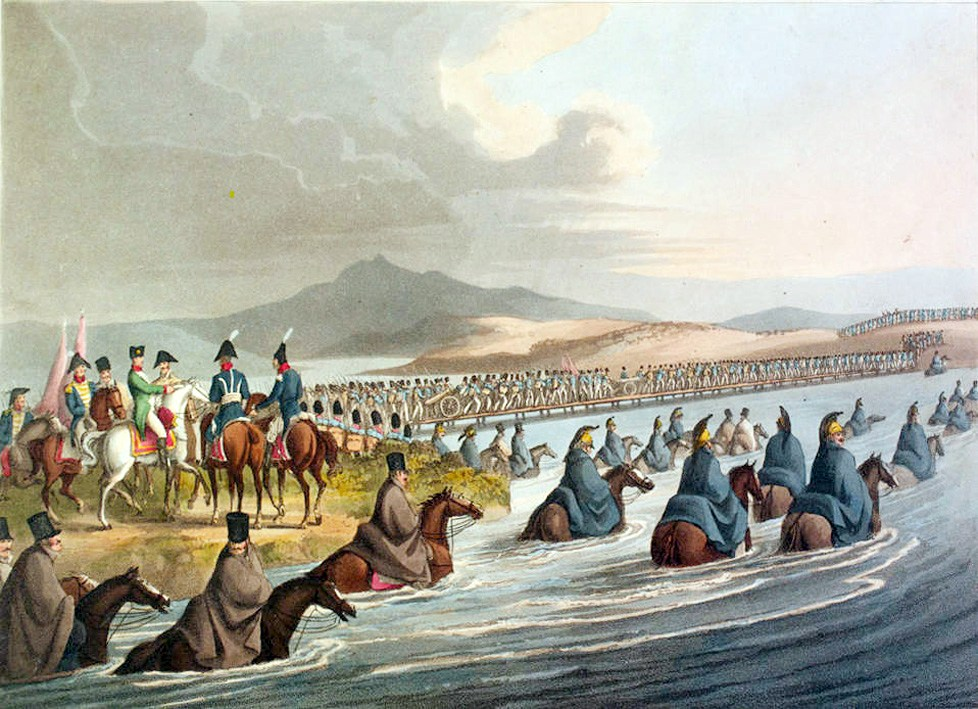
Traversée du Niémen en 1812

Préaux érige ensuite, sous le feu des russes, le pont de Minsk. Le Niémen est finalement franchi le 24 juin 1812. Douze jours avant, Préaux est nommé Chevalier de la Légion d’honneur. Il a alors 28 ans.
En septembre 1812, Préaux participe à la bataille de la Bérézina. Tandis que Napoléon organise une diversion, le franchissement de la Bérézina par la Grande Armée est rendu possible par la construction très rapide de deux ponts à Stoudienka à laquelle Préaux prend une part active, avant d'être fait prisonnier par les russes.
De retour de captivité en 1814, Préaux est nommé chef de bataillon de l’artillerie de marine. Cependant, le 6 avril 1814 à Fontainebleau, Napoléon abdique, et le retour de Louis XVIII inaugure la Restauration. Ainsi Préaux, dont le passé militaire est trop rattaché à l’Empire, se retrouve mis à la retraite le 1er juillet 1814.
Lorsque le 1er mars 1815, Napoléon débarque à Vallauris pour reprendre le pouvoir au cours des Cent-Jours, Préaux est appelé à commander, comme capitaine, le seul équipage des marins de la Garde impériale.
Préaux participe à la campagne de Waterloo dans le dernier carré de la Garde, il est présent à Fleurus et participe à la Bataille de Ligny, dernière victoire de Napoléon. Il est blessé le 18 juin 1815, alors qu'il se trouve à la défense  d’Aubervilliers.
À la fin des Cent-Jours il se retrouve en demi-solde. Le 8 décembre 1815, Préaux épouse Louise-Jeanne-Pauline Locré de Roissy. Louise est la fille de Jean Guillaume Locré de Roissy, baron de l’Empire, premier secrétaire général du Conseil d’État et célèbre jurisconsulte ayant participé à la rédaction du Code Civil. En l’honneur du baron Locré, Auguste-Jean-Maurice Préaux et Louise-Jeanne-Pauline Locré prennent le nom de Préaux Locré.
En 1816, Préaux Locré est nommé commandant du quatrième bataillon d’artillerie à Lorient.
Le 17 août de la même année, Préaux Locré est fait Chevalier, dans l’Ordre royal et militaire de Saint-Louis. 

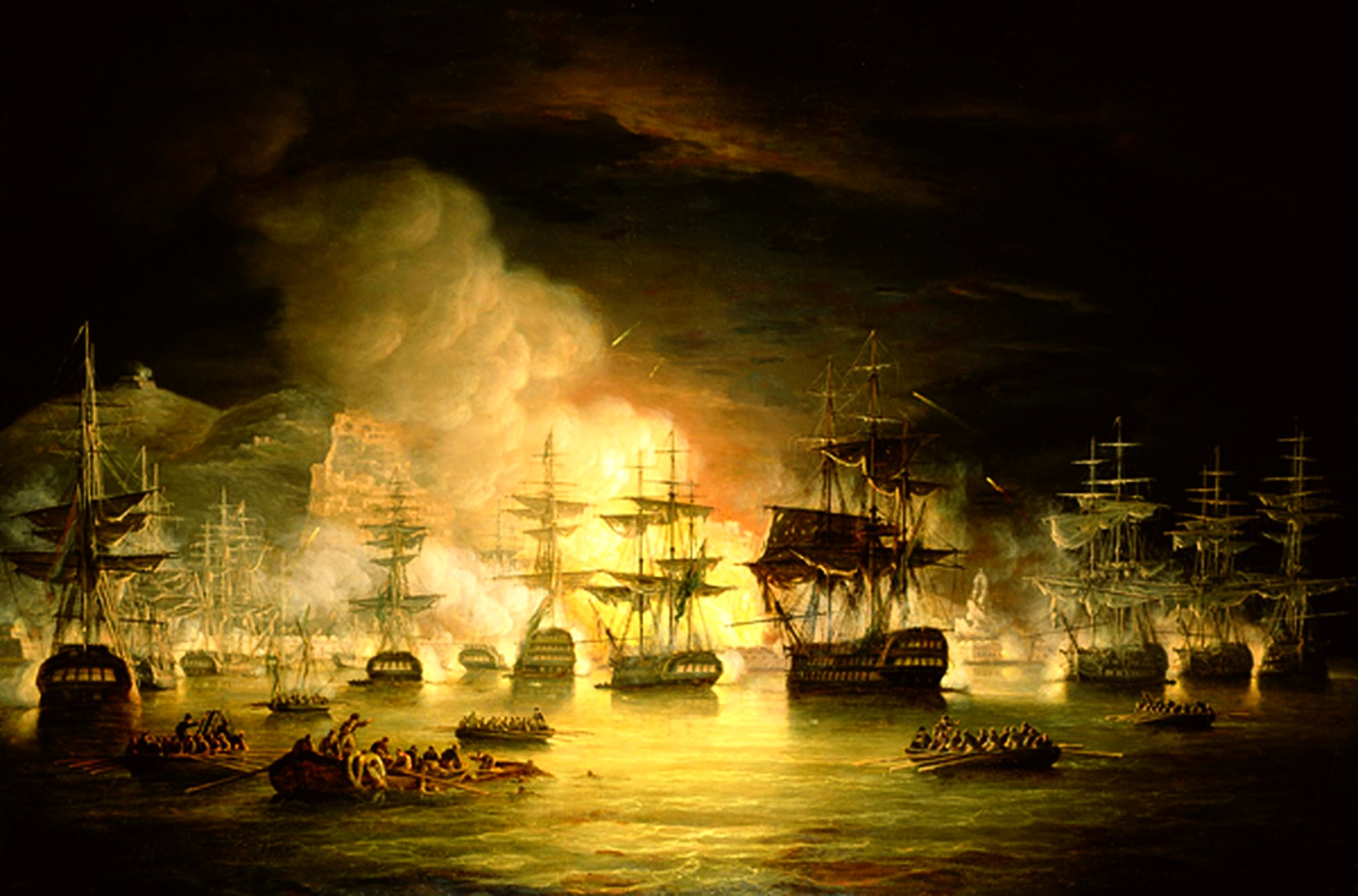
Attaque d'Alger

Le chevalier Préaux Locré va ensuite faire la campagne de 1830 en Afrique. Préaux Locré, nommé commandant des compagnies expéditionnaires du régiment d’artillerie de Marine de l’Armée d’Afrique, participe au débarquement à Sidi Ferruch le 14 juin 1830,  et va commander l’artillerie du camp retranché de Sidi Ferruch. Il prend également part au désarmement du Fort d’Alger, du camp Matifon et de l’Aratch.
À son retour en France en 1831, Préaux Locré est nommé au grade de lieutenant-colonel à la direction de l’artillerie à Rochefort et de celle de sa fonderie en bronze.
Promu officier dans la Légion d’honneur en 1832, Préaux Locré est nommé commandant de l'Artillerie royale à Brest.
En 1834, il dirige l'éducation militaire de François d'Orléans, prince de Joinville.
Préaux Locré est appelé le 10 octobre 1839 au commandement, comme colonel, du régiment de l’artillerie de marine à Lorient, poste qu’il conserve jusqu'à sa mise en retraite intervenant en 1842. Il est admis à la retraite par limite d’âge après 45 ans de services et 17 campagnes.

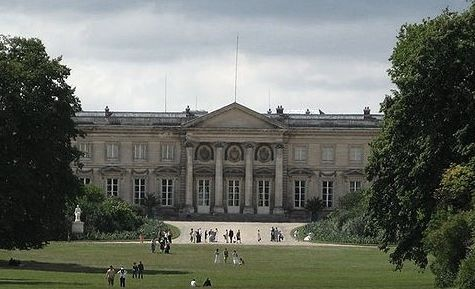
Palais de Compiègne

En 1847, Préaux Locré est nommé gouverneur supérieur du Palais de Compiègne et est fait commandeur de la Légion d’honneur. Le Palais de Compiègne va connaître sous le Second Empire son âge d’or. En plus d’y suivre les grandes chasses à courre impériales, Napoléon III et Eugénie y organisaient fréquemment de grandes semaines de fêtes appelées « Séries » au cours desquelles le chevalier et madame Préaux Locré reçurent notamment la princesse Mathilde, le duc de Persigny, Édouard Drouyn de Lhuys ou encore le prince de la Moskowa.
Préaux Locré meurt au Palais de Compiègne, le 23 septembre 1853, à 70 ans. De son mariage était né, en 1818, Gustave-Wladimir Préaux Locré, chevalier de la Légion d’honneur, filleul du baron Locré, qui sera procureur impérial de l’île Bourbon (île de la Réunion). Son prénom Wladimir était un hommage à Woldemar Rimski Korsakov, fils d'Alexandre Rimski Korsakov, ayant accueilli Préaux Locré au cours de sa détention comme prisonnier de guerre en Russie. Il épousera Félicie Chassériau, nièce du général-baron Chassériau et cousine du célèbre peintre Théodore Chassériau.

## Carrière littéraire
Préaux Locré a participé aux débats de son époque en publiant des ouvrages, à caractère militaire pour la plupart, mais aussi des analyses géostratégiques, en particulier à propos de l’Algérie, ainsi que des notices biographiques. Il était par ailleurs membre de la Société Maritime de Paris, de la Société Orientale, de la Société de Statistique de Marseille.
Il a notamment rédigé :
- « Notice sur le C. A. B. Lacrosse », 1830 (évoquant l'amiral de Lacrosse)
- « Description de Sidi-el-Ferruch et voyage de ce Cap à Alger », Annales Maritimes, 1830
- « Théorie sur les mortiers et les platines à percussion », 1830, Journal des Sciences Militaires
- Manuel d’Artillerie, 1831
- Réflexions sur la colonisation d’Alger, 1831, Corréard Jeune (ce travail a été ainsi présenté dans La Revue de Paris[9] : « L’auteur parle en homme éclairé et en bon français des moyens d’utiliser une conquête aussi importante. M. le Colonel Préaux Locré est un de ses honorables militaires jaloux de servir  leur pays avec la plume après avoir contribué à sa gloire avec l’épée. »)
- « Notice sur Abd el-Kader », Journal des Sciences Militaires, 1832, puis corrigée en 1836 pour La France Maritime (il s’agit de la première notice écrite sur Abd el-Kader)
- « Réflexion sur la colonisation d’Alger », 1832, Annales Maritimes
- « Hussein, ex-dey d’Alger », 1830
- Instructions sur le canonnage à bord, 1838
- Mémoire sur l’Algérie, 1846 (ce mémoire était destiné aux Chambres des élus, à la Société Maritime et à la Marine)
- De l’Algérie, Urgence de réunir cette conquête d’outre mer aux colonies administrées par la Marine, ou son adjonction définitive à la Métropole, en formant trois départements compris dans une division militaire, et jouissant des mêmes avantages constitutionnels que l’île de Corse pour les lois et la représentation nationale, Garnier frères, 1847
- Quelques souvenirs déposés sur la tombe de son ami et frère d’armes, M. Faullain de Banville, 1847 (M. Faullain de Banville étant le père de Théodore de Banville)
- Considérations générales sur la nécessité sur la nécessité de transformer les armes à silex en armes à percussion, 1848
- Le baron Locré, ancien secrétaire général du Conseil d’Etat sous le Consulat, sous l’Empire et les Cent-Jours ; sa vie et ses travaux, 1852

### Anecdote
Le chevalier Préaux Locré apparaît également dans l'œuvre autobiographique My past and thoughts: the memoirs of Alexander Herzen (en français, Passé et méditations) d’Alexandre Herzen (1868).
Herzen y relate comment dans « les années précédant » 1844, le chevalier Préaux Locré, de retour d’un voyage en Perse et dans le Caucase, arriva à Moscou.
Il y est reçu par son ami le Prince Dmitri Vladimirovitch Galitzine. Cependant, le chevalier Préaux Locré ayant assisté à des horreurs dans le Caucase, le Gouverneur-Général ayant la responsabilité de cette région préféra dénoncer Préaux Locré comme un espion auprès du Ministère russe de la Guerre pour tenter de l’empêcher de pouvoir raconter ce qui se passait dans cette région.
À Moscou, Préaux Locré fut donc sommé de quitter la Russie, accompagné d’une escorte. Le chevalier Préaux Locré refuse catégoriquement d’être escorté comme un criminel et menace les services russes de ses armes.
Les autorités russes ne sachant comment procéder demandent conseil au consul de France qui leur suggère de lui demander comme une grâce de prendre avec lui un compagnon de voyage russe souhaitant se rendre en France et qui n’est en fait qu’un policier déguisé.
Non dupe, Préaux Locré accepte et lui demande ensuite malicieusement de cirer tous les soirs ses bottes au grand dam de l’officier russe, contraint de s’exécuter.